# Eunidia bifasciata
Eunidia bifasciata är en skalbaggsart som beskrevs av Aurivillius 1911. Eunidia bifasciata ingår i släktet Eunidia och familjen långhorningar.
Artens utbredningsområde är:
- Kenya.
- Moçambique.

Inga underarter finns listade i Catalogue of Life.